# Rio Vendeia
O rio Vendée (em português também chamado Vendeia) é um rio do departamento francês da Vendée (Vendeia), ao qual deu seu nome. É afluente do rio Sèvre Niortaise.
Tendo sua nascente em Saint-Paul-en-Gâtine, em Deux-Sèvres, atravessa a vila de Fontenay-le-Comte, e conflui com o rio Sèvre Niortaise em L'Ile-d'Elle, próximo de Marans. Tem 81,7 km de comprimento.
Banha os seguintes départements e comunas:
- Departamento de Deux-Sèvres: Saint-Paul-en-Gâtine
- Departamento de Vendée: Mervent, Fontenay-le-Comte, Velluire, L'Île-d'Elle
- Departamento de Charente-Maritime: Marans

## Principais afluentes
- Rio Mère
- Rio Longèves

## Situação
De sua fonte até a Pont-Neuf de Fontenay-le-Comte, o Vendée é um curso de água de uso comunal. Seu leito e seus bancos são de propriedade dos ribeirinhos. Abaixo da Pont-Neuf e até à sua confluência com o rio Sèvre Niortaise, passa a ser de domínio do Estado.
Um plano de prevenção do risco de inundação (PPRI), para a localidade de Fontenay-le-Comte e vizinhança foi aprovado em 2001.
Um esquema de gestão de águas (Schéma d'aménagement et de gestion des eaux ou SAGE, em francês) está em fase de elaboração para a totalidade da bacia do Vendéia.
O Vendée não faz mais parte da relação de vias navegáveis.

## Instalações
As barragens de Albert (3 Mm³), de Mervent (8,3 Mm³) e de Pierre-Brune (3,05 Mm³) formam o mais importante complexo de produção de água potável do departamento, com uma capacidade total de 20 000 a 36 000 m³/hora.